# 林欽若
林欽若（？—？）。彰化縣海豐港堡麥藔街（雲林縣麥寮鄉麥豐村）人。監生。林清江祖父。

## 生平
- 1874年，中式監生[2]。
- 1874年，倡修拱範宮[3][4]。
- 1898年，捐修元清觀[5]。